# Club Atlético Almería
El Club Atlético Almería fou un club de futbol andalús de la ciutat d'Almeria.
Va ser fundat el 1947, per la unió de Almería Club de Fútbol (fundat el 1946) i Náutico, amb el nom Unión Deportiva Almería. L'any 1953 adoptà el nom Club Atlético Almería. Va desaparèixer l'any 1960.